# 中野勝義
中野 勝義（なかの かつよし、1904年（明治37年）8月10日-1960年（昭和35年）11月16日）は、日本の実業家。全日本空輸創立の中心的人物であった。

## 略歴
1904年（明治37年）8月10日、北海道上川郡東旭川村に中野光造の次男として生まれる。旭川中学校を経て、1924年（大正13年）法政大学予科に入学し、1930年（昭和5年）に法政大学法文学部仏法科を卒業する。
朝日新聞に入社し、日本学生航空連盟理事などを務め、法政大学による軽飛行機『青年日本号』の訪欧飛行（1931年）、朝日新聞による『神風号』の訪欧飛行（1937年）の実現に尽力した。
1940年（昭和15年）、大日本飛行協会参与に就任し、1942年（昭和17年）に朝日新聞を退社し、大日本飛行協会常任参与・庶務部長に就任。同協会で出版部を拡張し「飛行日本」「飛行少年」の2誌を創刊した。1944年（昭和19年）には大日本滑空工業専門学校と法政大学航空工業専門学校を創設。
1945年（昭和20年）、戦後、失職した航空関係者の失業救済のために興民社を朝日新聞時代の上司美土路昌一（後に全日空社長、朝日新聞社長）とともに設立する。美土路は会長に、中野は専務理事に就任した。
1952年（昭和27年）には日本ヘリコプター輸送株式会社を創立、1957年（昭和32年）に全日本空輸株式会社に名称を変更し常務取締役に就任（のちに副社長）。
1960年（昭和35年）11月16日、搭乗の自社小型機が帯広で墜落し56歳で急逝した。

## 人物
『（略）中野の存在がなければ日ペリの創立も、ひいては全日空もなかっただろう（略）、全日空にあっては、事業推進の行動隊長であり、社員にとっては良き兄貴分だった。情熱家でありかつ冷静である。衆目の一致するところは飲んべえだったことぐらいか。』
美土路は、次期社長には中野をと考えており、中野の死に接した際にはかなり取り乱し、翌日に『右腕がもがれた、などというものではない。両腕がもがれた思いがする』と語っている。
また、野上弥生子は『中野勝義の追憶』（1963年）所収の「思ひいで」のなかで、以下のように述べている。

## 内田百閒との関係
学生時代に、日本の大学で初めての航空研究会を設立し、その際、内田百閒に懇請して会長を務めてもらい、それ以来の内田の愛弟子の一人である。内田は中野の死後の著作『空中分解』で、以下のように中野の死を悼んでいる。

## その他
テレビ東京『ルビコンの決断』の「全日空誕生秘話 素晴らしき飛行機野郎たちの大決断」で今井雅之が中野役を演じた。
旧陸軍のエースパイロットであった加藤建夫とは同郷で旭川中学時代の同期生(中野のほうが年齢は1歳下である)。